# 別列津卡
48°25′0″N 22°47′44″E / 48.41667°N 22.79556°E
別列津卡（烏克蘭語：Березинка），是烏克蘭的村落，位於該國西部外喀爾巴阡州，由穆卡切沃區負責管轄，面積0.8平方公里，海拔高度154米，2001年人口624，人口密度每平方公里780.98人。